# 同文舘出版
同文舘出版株式会社（どうぶんかんしゅっぱん）は、東京都千代田区に所在する出版社である。

## 歴史
1896年（明治29年）5月、森山章之丞により創業。教育、歴史、宗教、経済、商業等の専門書を中心に刊行。八大辞典の刊行などにより専門出版社としての地位を固めた。1944年（昭和19年）に企業整備令により三省堂に統合。戦後再独立し、1958年（昭和33年）に現社名に変更して、現在に至る。

### 大日本百科辞書
同文舘の社主・森山章之丞は、以下のドイツ式の学問分野別大事典『大日本百科辞書』の出版を計画した。
- 『商業大辞書』6巻（1905 - 1908）
- 『医学大辞書』8巻（1906 - 1910）
- 『法律大辞書』5巻（1909 - 1911）
- 『教育大辞書』6巻（1907 - 1908）
- 『哲学大辞書』6巻（1909 - 1911）
- 『工業大辞書』8巻（1909 - 1913）
- 『経済大辞書』9巻（1910 - 1916）

しかし、多額の出版費用に耐えきれず、同文舘は1912年に経営破綻に陥り、刊行は「大日本百科辞書刊行会」に引き継がれた。
このうち『法律大辞書』は全6巻総ページ数3600頁にのぼり、鳩山秀夫、穂積重遠、美濃部達吉、三浦周行、佐々木惣一ら東京帝大、京都帝大などの法学者のほか、行政官や司法官も執筆に参加した。